# Пуланих, Антон
Антон Пуланих (словац. Anton Pulanich; 25 мая 1884, Голич, Австро-Венгрия — 4 января 1962, Голич, Чехословакия) — словацкий военачальник, генерал словацкой армии во время Второй мировой войны.

## Биография
Антон Пуланих родился 25 мая 1884 года в городе Голич. В возрасте одиннадцати лет, родители отправили его в соседний город Годонин для поступления в гимназию, где преподавание велось на немецком языке. Получив начальное образование и выучив до приемлемого уровня немецкий язык, Пуланих в 1900 году отправился в одну из кадетских школ в Вене. Окончив, спустя три года, учёбу с отличием, он сразу же был зачислен в вооружённые силы Австро-Венгрии на пост командира одного из отделений 13-го Императорско-Королевского полка в Оломоуце.
В составе этого полка Пуланих встретил начало Первой мировой войны, оказавшись во время рождественских каникул на её восточном фронте. Там же он провёл следующие четыре года, командуя своим отделением в боях против русской императорской армии, в том числе на востоке родной для него Словакии, в ходе остановки Брусиловского прорыва. После поражения России Пуланих вместе со своим формированием был отправлен на итальянский фронт, где они застали окончание войны.
После распада Австро-Венгрии Пуланих подал прошение о зачислении его в ряды вооружённых сил новосозданной Чехословацкой республики. Заступив на службу в чине командира батальона, он в январе 1919 года отправился на восток страны для участия в боях за приграничные территории против польской армии.
В мае 1919 года он уже был в звании капитана и командира II. батальона чехословацкого 16-й стрелкового полка, который был переброшен в Словакию, в Банску-Бистрицу. В июне 1919 года он попал непосредственно в зону боевых действий против частей Венгерской Советской Республики, дошёл до Зволена и Банска-Бистрицы. В середине июня его отозвали в Оломоуц из-за проблем со здоровьем. После выздоровления он вернулся в Словакию и служил в нескольких воинских частях. С 15 октября 1920 года он уже в звании майора был переведен в Левочу на должность командира батальона. В 1924 году в той же должности перешёл в Жилину, где служил до 1928 года. Затем ему присвоили звание подполковника и перевели в Чадцу, также на должность командира батальона. В октябре 1931 года он был переведен в Тренчин на два года на должность заместителя командира полка. 15 сентября 1933 года ему было присвоено звание полковника, и он был переведен на должность командира пограничного батальона в Паркане (Штурово), а через год — на должность командира 25-го пехотного полка в Лученаце.
По состоянию здоровья 19 ноября 1936 года его признали негодным к действующей службе и отправили в отставку.

### Вторая Мировая Война
В ноябре 1938 года правительство Словакии внесло предложение о его возврате на службу, и в декабре 1938 года он занял пост заместителя начальника военного штаба Глинковой гвардии. Однако официально он подчинялся Министерству национальной обороны.
После создания Словацкой республики 14 марта 1939 года был переведён, как и все офицеры, прикомандированные к Глинковой гвардии, в словацкую армию. Вскоре после этого ему было присвоено звание генерала II класса, а 19 мая он стал командиром 1-го высшего командования в Тренчине. 27 августа 1939 года в рамках подготовки к Польской кампании он был переведен в Спишска-Нова-Вес командиром 1-й «Яношской» дивизии. Дивизия под его командованием участвовала в боях с 1 по 11 сентября. 7 ноября генерал Пуланих вернулся в Тренчин. За операцию он также получил словацкие награды и немецкий Железный крест первой степени. В январе 1940 года он занял должность командующего ВВС Словакии.
После вторжения в Советский Союз он на короткое время был назначен командующим штабом связи на Восточном фронте. После возвращения в Словакию он продолжал занимать должность командующего ВВС до мая 1942 года. Между тем 1 января 1942 г. ему было присвоено звание генерала I класса. С мая 1942 по январь 1944 года служил в Банска-Бистрице командующим сухопутными войсками. С января 1944 года занимал пост генерального инспектора словацкой армии в Братиславе, а в марте 1944 года вышел в отставку во второй раз, хотя продолжал занимать этот пост.
Словацкое национальное восстание застало его врасплох. После захвата повстанцами командующего сухопутными войсками генерала Туранца он снова был назначен на прежнюю должность, хотя и не хотел её принимать, учитывая ситуацию. Из-за ухудшения здоровья он вскоре ушёл в отставку.

### Послевоенный период
После окончания войны Пуланих вернулся в Голич. В послевоенных процессах ему помогли показания о том, что он принимал меры против бесчеловечного обращения с гражданскими лицами, а также что он спас большое количество мужчин от принудительного труда. Хотя он никогда не присоединялся к повстанцам и на протяжении всей своей карьеры считался германофилом, на судебных процессах он фигурировал только как свидетель.
С 31 декабря 1947 года зачислен генералом в отставке в Чехословацкую армию. Однако в 1950 году его лишили звания генерала.
Умер 4 января 1962 года в родном городе, где и был похоронен.
В 1991 году решение о лишении его звания было отменено, и ему посмертно присвоено звание бригадного генерала.